# Discographie de Détective Conan
Vous pouvez aider à l'améliorer ou bien discuter des problèmes sur sa page de discussion.
- La traduction est incomplète. (Marqué depuis février 2014)
- Il est à actualiser. Certains passages sont obsolètes ou annoncent des événements désormais passés. (Marqué depuis février 2014)

Cet article contient la discographie de Détective Conan, une série japonaise de mangas créée par Gōshō Aoyama.

## Compilations
| Année                                             | Titre | Charts | Charts   | Ref.   |
| Année                                             | Titre | Pic    | Semaines | Ref.   |
| ------------------------------------------------- | --- | ------ | -------- | ------ |
| 1996                                              | Detective Conan Theme Collection (名探偵コナン 主題歌集, Meitantei Conan Shudai Kashuu) - Sortie : 16 décembre 1996 - Label: Kitty Records KTCR-1409                                                                                           | —      | —        | [ 1 ]  |
| 1997                                              | Detective Conan Original Soundtrack Super Best (名探偵コナン オリジナル・サウンドトラック スーパー・ベスト, Meitantei Conan Orijinaru Saundotorakku Sūpā Besuto) - Sortie : 27 novembre 1997 - Label: Polydor Records POCX-1082                | —      | —        | [ 2 ]  |
| 2000                                              | The Best of Detective Conan - Sortie : 29 novembre 2000 - Label: Zain Records ZACL-1055 | 2      | 33       | [ 3 ]  |
| 2003                                              | The Best of Detective Conan 2 - Sortie : 10 décembre 2003 - Label: B-Gram Records JBCJ-9007 | 3      | 26       | [ 4 ]  |
| 2003                                              | Detective Conan Original Soundtrack Super Best 2 (名探偵コナン オリジナル・サウンドトラック スーパー・ベスト 2, Meitantei Conan Orijinaru Saundotorakku Sūpā Besuto 2) - Sortie : 17 décembre 2003 - Label: Universal Music Group UPCH-1318    | —      | —        | [ 5 ]  |
| 2006                                              | The Best of Detective Conan (The Movies Themes Collection) - Sortie : 13 décembre 2006 - Label: Zain Records JBCJ-9021 | 29     | 11       | [ 6 ]  |
| 2007                                              | Detective Conan TV Original Soundtrack Selection Best (名探偵コナン ＴＶオリジナル・サウンドトラック Selection Best, Meitantei Conan TV Orijinaru Saundotorakku Selection Best) - Sortie : 5 décembre 2007 - Label: B-Gram Records JBCJ-9025/6 | —      | —        | [ 7 ]  |
| 2008                                              | The Best of Detective Conan 3 - Sortie : 6 août 2008 - Label: B-Gram Records JBCJ-9030/1 | 5      | 18       | [ 8 ]  |
| 2011                                              | The Best of Detective Conan 4 - Sortie : 14 décembre 2011 - Label: B-Gram Records JBCJ-9044/5, JBCJ-9042/3 (Limited Edition) | 5      | 18       | [ 10 ] |
| "—" Désigne les versions qui n'ont pas de Charts. | |        |          |        |

## Singles
| Année                                             | Titre | Artiste                                   | Charts | Charts   | Ref.    |
| Année                                             | Titre | Artiste                                   | Pic    | Semaines | Ref.    |
| ------------------------------------------------- | --- | ----------------------------------------- | ------ | -------- | ------- |
| 1996                                              | Detective Conan: Main Theme (「名探偵コナン」メイン・テーマ, Meitantei Conan Mein Tēma) - Sortie : 25 janvier 1996 - Label: Polydor Records PODX-1007 | Katsuo Ono                                | 97     | 1        | [ 11 ]  |
| 1996                                              | lit. "My Heart Pounds" (胸がドキドキ, Mune ga Doki Doki) - Sortie : 21 février 1996 - Label: Kitty Records KTDR-2150 - Utilisée comme thème d'ouverture pour les épisodes 1–30. | The High-Lows                             | 10     | 9        | [ 13 ]  |
| 1996                                              | Step by Step - Sortie : 4 mars 1996 - Label: Mercury Music Entertainment PHDL-1055 - Utilisé comme générique de fin des épisodes 1–26. | Ziggy                                     | 10     | 7        | [ 14 ]  |
| 1996                                              | lit. "Lover's Labyrinth" (迷宮のラヴァーズ, Meikyuu no Lovers) - Sortie : 7 octobre 2011 - Label: Polydor Records PODH-1323 - Utilisé comme générique de fin des épisodes 27–51. | Heath                                     | 10     | 6        | [ 16 ]  |
| 1996                                              | Feel Your Heart - Sortie : 28 octobre 1996 - Label: Polydor Records PODH-1329 - Utilisée comme thème d'ouverture pour les épisodes 31–52. | Velvet Garden                             | 29     | 4        | [ 18 ]  |
| 1997                                              | Happy Birthday - Sortie : 23 avril 1997 - Label: Polydor Records PODH-1354 - Utilisé comme thème musical pour le premier film Détective Conan : Le Gratte-Ciel infernal. | Kyoko (杏子)                              | 92     | 1        | [ 20 ]  |
| 1997                                              | lit. "If You are Here" (キミがいれば, Kimi Ga Ireba) - Sortie : 23 avril 1997 - Label: Polydor Records PODX-1023 | Iori (伊織)                               | —      | —        | [ 21 ]  |
| 1997                                              | lit. "Romance of Light and Shadow" (光と影のロマン, Hikari to Kage no Roman) - Sortie : 14 mai 1997 - Label: Zain Records ZADL-1070 - Utilisé comme générique de fin des épisodes 52–70. | Keiko Utoku                               | 20     | 6        | [ 23 ]  |
| 1997                                              | lit. "Mystery" (謎, Nazo) - Sortie : 28 mai 1997 - Label: Zain Records ZADS-1001 - Utilisée comme thème d'ouverture pour les épisodes 53–96. | Miho Komatsu                              | 9      | 32       | [ 25 ]  |
| 1997                                              | lit. "Summer Without You" (君がいない夏, Kimi ga inai Natsu) - Sortie : 27 août 1997 - Label: B-Gram Records JBDJ-1032 - Utilisé comme générique de fin des épisodes 71–83. | Deen                                      | 10     | 7        | [ 25 ]  |
| 1997                                              | lit. "I am Here" (ぼくがいる, Boku ga Iru) - Sortie : 26 septembre 1997 - Label: Polydor Records PODX-1031 | Iori (伊織)                               | —      | —        | [ 27 ]  |
| 1998                                              | lit. "Only One Wish" (願い事ひとつだけ, Negaigoto Hitotsu Dake) - Sortie : 14 janvier 1998 - Label: Amemura O-town Record AODS-1003 - Utilisé comme générique de fin des épisodes 84–108. | Miho Komatsu                              | 8      | 17       | [ 29 ]  |
| 1998                                              | lit. "Spinning the Roulette of Destiny" (運命のルーレット廻して, Unmei no Ruuretto Mawashite) - Sortie : 17 septembre 1998 - Label: B-Gram Records JBDJ-1041 - La musique Unmei no Ruuretto Mawashite a été utilisée comme thème d'ouverture pour les épisodes 97–123. - La musique lit. "Like I've Returned to When I was a Teenage Girl" (少女の頃に戻ったみたいに, Shōjo no goro ni modotta mitai ni) found on the single was used pour le second film Détective Conan : La Quatorzième Cible. | Zard                                      | 1      | 9        | [ 32 ]  |
| 1998                                              | lit. Like Standing on Ice (氷の上に立つように, Kōri no Ue ni Tatsu Yō ni) - Sortie : 14 octobre 1998 - Label: Amemura O-town Record AODS-1006 - Utilisé comme générique de fin des épisodes 109–131. | Miho Komatsu                              | 5      | 14       | [ 34 ]  |
| 1998                                              | Truth (A Great Detective of Love) - Sortie : 14 octobre 1998 - Label: Amemura O-town Record AODS-1006 - Utilisée comme thème d'ouverture pour les épisodes 124–142. | Two-Mix                                   | 3      | 13       | [ 36 ]  |
| 1999                                              | Still for your love - Sortie : 14 avril 1999 - Label: Giza Studio GZDA-1004 - Utilisé comme générique de fin des épisodes 132–152. | Rumania Montevideo                        | 9      | 13       | [ 38 ]  |
| 1999                                              | lit. "Barely Chop" (ギリギリ Chop, Giri Giri Chop) - Sortie : 9 juin 1999 - Label: Rooms Records BMDR-2018 - La musique Giri Giri Chop a été utilisée comme thème d'ouverture pour les épisodes 143–167. - La musique One a été utilisé pour le troisième film Détective Conan : Le Magicien de la fin du siècle. | B'z                                       | 1      | 11       | [ 40 ]  |
| 1999                                              | Free Magic - Sortie : 14 octobre 1999 - Label: Rooms Records BMDR-2018 - Utilisé comme générique de fin des épisodes 153–179. | Wag                                       | 30     | 3        | [ 42 ]  |
| 2000                                              | Mysterious Eyes - Sortie :29 mars 2000 - Label: Giza Studio GZCA-1028 - Utilisée comme thème d'ouverture pour les épisodes 168–204. | Garnet Crow                               | 20     | 11       | [ 44 ]  |
| 2000                                              | Secret of My Heart - Sortie : 26 avril 2000 - Label: Giza Studio GZCA-1030 - Utilisé comme générique de fin des épisodes 180–204. | Mai Kuraki                                | 2      | 16       | [ 46 ]  |
| 2000                                              | lit. "Because You Are Here" (あなたがいるから, Anata ga Iru Kara) - Sortie : 21 juin 2000 - Label: Giza Studio GZCA-1038 | Miho Komatsu                              | 9      | 4        | [ 47 ]  |
| 2000                                              | lit. "Love is Thrill, Shock, Suspense" (恋はスリル,ショック,サスペンス, Koi wa Suriru, Shokku, Sasupensu) - Sortie : 25 octobre 2000 - Label: Giza Studio GZCA-1049 - Utilisée comme thème d'ouverture pour les épisodes 205–230. | Rina Aiuchi                               | 5      | 6        | [ 49 ]  |
| 2000                                              | lit. "Summer's Illusion" (夏の幻, Natsu no Maboroshi) - Sortie : 25 octobre 2000 - Label: Giza Studio GZCA-1050 - Utilisé comme générique de fin des épisodes 205–218. | Garnet Crow                               | 20     | 5        | [ 50 ]  |
| 2001                                              | lit. "Cold Sea" (冷たい海, Tsumetai umi) / Start in my life - Sortie : 7 février 2001 - Label: Giza Studio GZCA-1063 - The song Start in my Life was Utilisé comme générique de fin des épisodes 219–232. | Mai Kuraki                                | 2      | 11       | [ 52 ]  |
| 2001                                              | always - Sortie : 6 juin 2001 - Label: Giza Studio GZCA-1083 - Utilisé pour les épisodes 233–247 et le cinquième film, Détective Conan : Décompte aux cieux. - Utilisé comme générique de fin des épisodes 233–247. | Mai Kuraki                                | 2      | 7        | [ 54 ]  |
| 2001                                              | destiny - Sortie : 13 juin 2001 - Label: Giza Studio GZCA-1085 - Utilisé comme générique de fin des épisodes 231–258. | Miki Matsuhashi                           | 22     | 5        | [ 56 ]  |
| 2001                                              | lit. "The Blue Blue Star" (青い青いこの地球に, Aoi Aoi Kono hoshi ni) - Sortie : 31 octobre 2001 - Label: Giza Studio GZCA-2019 - Utilisé comme générique de fin des épisodes 248–265. | Azumi Uehara                              | 9      | 8        | [ 58 ]  |
| 2002                                              | Winter Bells - Sortie : 17 janvier 2002 - Label: Giza Studio GZCA-2026 - Utilisée comme thème d'ouverture pour les épisodes 259–270. | Mai Kuraki                                | 1      | 9        | [ 60 ]  |
| 2002                                              | lit. "After I Dream" (夢みたあとで, Yume mita Ato de) - Sortie : 13 mars 2002 - Label: Giza Studio GZCA-2031 - Utilisé comme générique de fin des épisodes 266–287. | Garnet Crow                               | 6      | 10       | [ 62 ]  |
| 2002                                              | I can't stop my love for you - Sortie : 10 avril 2002 - Label: Giza Studio GZCA-2031 - Utilisée comme thème d'ouverture pour les épisodes 271–305. | Rina Aiuchi                               | 2      | 6        | [ 64 ]  |
| 2002                                              | lit. "Colorless" (無色, Mushoku) - Sortie : 10 avril 2002 - Label: Giza Studio GZCA-2050 - Utilisé comme générique de fin des épisodes 288–299. | Azumi Uehara                              | 5      | 8        | [ 66 ]  |
| 2003                                              | Time after time lit. "(In the Town of Dancing Flowers)" (～花舞う街で～, ～Hana mau machi de～) - Sortie : 5 mars 2003 - Label: Giza Studio GZCA-7011 - Utilisé pour le thème musical du septième film de Détective Conan : Croisement dans l'ancienne capitale. | Mai Kuraki                                | 3      | 17       | [ 67 ]  |
| 2003                                              | lit. "Dreaming of tomorrow" (明日を夢見て, Ashita o Yume Mite) - Sortie : 9 avril 2003 - Label: B-Gram Records JBCJ-6001 - Utilisé comme générique de fin des épisodes 307–328. | Zard                                      | 4      | 8        | [ 69 ]  |
| 2003                                              | lit. "Wind of Lalala" (風のららら, Kaze no Rarara) - Sortie : 28 mai 2003 - Label: Giza Studio GZCA-7022 - Utilisée comme thème d'ouverture pour les épisodes 306–332. | Mai Kuraki                                | 3      | 9        | [ 71 ]  |
| 2003                                              | lit. "Your Light" (〜君という光〜, ~Kimi to Iu Hikari~) - Sortie : 10 septembre 2003 - Label: Giza Studio GZCA-7031 - Utilisé comme générique de fin des épisodes 329–349. | Garnet Crow                               | 7      | 10       | [ 73 ]  |
| 2003                                              | lit. "The Paradise I Promised You" (君と約束した優しいあの場所まで, Kimi to Yakusoku Shita Yasashii Ano Basho Made) - Sortie : 29 octobre 2003 - Label: Giza Studio GZCA-7034 - Utilisée comme thème d'ouverture pour les épisodes 333–355. | U-ka Saegusa in dB                        | 8      | 6        | [ 75 ]  |
| 2004                                              | lit. "The Smile on your Sleeping Face" (眠る君の横顔に微笑みを, Nemuru Kimi no Yokogao ni Hohoemi wo) - Sortie : 3 mars 2004 - Label: Giza Studio GZCA-7042 - Utilisé comme générique de fin des épisodes 350–375. | U-ka Saegusa in dB                        | 12     | 7        | [ 77 ]  |
| 2004                                              | Dream × Dream - Sortie : 28 avril 2004 - Label: Giza Studio GZCA-7047 - Utilisé pour le huitième film Détective Conan : Le Magicien du ciel argenté. | Rina Aiuchi                               | 6      | 8        | [ 78 ]  |
| 2004                                              | Start - Sortie : 26 mai 2004 - Label: Giza Studio GZCA-7048 - Utilisée comme thème d'ouverture pour les épisodes 356–393. | Rina Aiuchi                               | 8      | 8        | [ 80 ]  |
| 2004                                              | lit. "Forget to Bloom" (忘れ咲き, Wasurezaki) - Sortie : 17 novembre 2004 - Label: Giza Studio GZCA-4028 - Utilisé comme générique de fin des épisodes 376–397. | Garnet Crow                               | 14     | 6        | [ 82 ]  |
| 2005                                              | lit. "Shining of the Stars / Like a Sail That Waits for Summer" (星のかがやきよ ／ 夏を待つセイル（帆）のように, Hoshi no Kagayakiyo / Natsu o Matsu Seiru no Youni) - Sortie : 20 avril 2005 - Label: B-Gram Records JBCJ-6006 - La musique Hoshi no Kagayakiyo a été utilisée comme ouverture pour les épisodes 394–414. - La musique Natsu o Matsu Seiru no Youni a été utilisée pour le neuvième film Détective Conan : Stratégie en profondeur.                                              | Zard                                      | 2      | 13       | [ 84 ]  |
| 2005                                              | lit. "June Bride (Only You I See)" (ジューンブライド〜あなたしか見えない〜, June Bride 〜Anata Shika Mienai〜) - Sortie : 15 juin 2005 - Label: Giza Studio GZCA-4043 - Utilisé comme générique de fin des épisodes 398–406. | U-ka Saegusa in dB                        | 12     | 5        | [ 86 ]  |
| 2005                                              | lit. "World Stops" (世界 止めて, Sekai Tomete) - Sortie : 10 août 2005 - Label: Giza Studio GZCA-4047 - Utilisé comme générique de fin des épisodes 407–416. | Shiori Takei (竹井詩織里, Takei Shiori)   | 27     | 6        | [ 88 ]  |
| 2005                                              | Growing of my heart - Sortie : 9 novembre 2005 - Label: Giza Studio GZCA-4054 - Utilisée comme thème d'ouverture pour les épisodes 415–424. | Mai Kuraki                                | 7      | 10       | [ 90 ]  |
| 2005                                              | Thank You For Everything - Sortie : 9 novembre 2005 - Label: Giza Studio GZCA-7064 - Utilisé comme générique de fin des épisodes 417–424. | Sayuri Iwata                              | 16     | 6        | [ 92 ]  |
| 2005                                              | lit. Our Memories (Memories) (想い出たち 〜想い出〜, Omoide Tachi (Omoide)) - Sortie : 28 décembre 2005 - Label: Universal Music Group UPCH-5356 | Minami Takayama                           | 86     | 4        | [ 93 ]  |
| 2006                                              | lit. "Impulse" (衝動, Shōdō) - Sortie : 25 janvier 2006 - Label: Vermillion Records BMCV-5009 - Utilisé comme générique de fin des épisodes 425–437. | B'z                                       | 1      | 19       | [ 95 ]  |
| 2006                                              | lit. "I miss you so much I'm sad / Let's Go Suddenly!" (悲しいほど 貴方が好き ／ カラッといこう！, Kanashii Hodo Anata ga Suki / Karatto Ikou!) - Sortie : 8 mars 2006 - Label: B-Gram Records JBCJ-6007 - The song Kanashii Hodo Anata ga Suki was Utilisé comme générique de fin des épisodes 425–437. | Zard                                      | 6      | 14       | [ 96 ]  |
| 2006                                              | lit. "One Sure Thing" (ゆるぎないものひとつ, Yuruginai Mono Hitotsu) - Sortie : 12 avril 2006 - Label: Vermillion Records BMCV-5009 - Used for the tenth film Case Closed: The Private Eyes' Requiem. | B'z                                       | 1      | 12       | [ 97 ]  |
| 2006                                              | lit. "I won't let you go anymore" (もう君だけを離したりはしない, Mou Kimi dake wo Hanashitari wa Shinai) - Sortie : 31 mai 2006 - Label: Giza Studio GZCA-7073 - Utilisé comme générique de fin des épisodes 438–458. | Aya Kamiki                                | 11     | 7        | [ 99 ]  |
| 2006                                              | lit. "100 Doors" (100もの扉, 100 mo no Tobira) - Sortie : 14 juin 2006 - Label: Giza Studio GZCA-4070 - Utilisée comme thème d'ouverture pour les épisodes 438–456. | Rina Aiuchi and U-ka Saegusa in dB        | 8      | 6        | [ 100 ] |
| 2006                                              | lit. "White Snow" (白い雪, Shiroi Yuki) - Sortie : 10 décembre 2006 - Label: Giza Studio GZCA-7083 - Utilisé comme générique de fin des épisodes 459–470. | Mai Kuraki                                | 4      | 11       | [ 102 ] |
| 2007                                              | lit. "Ride on a Cloud" (雲に乗って, Kumo ni Notte) - Sortie : 31 janvier 2007 - Label: Giza Studio GZCA-4086 - Utilisée comme thème d'ouverture pour les épisodes 457–474. | U-ka Saegusa in dB                        | 12     | 5        | [ 104 ] |
| 2007                                              | lit. "Like the Wind that Blows Across the Seven Seas" (七つの海を渡る風のように, Nanatsu no Umi o Wataru Kaze no Youni) - Sortie : 11 avril 2007 - Label: Giza Studio GZCA-4093 - Used as the theme music for the eleventh film Case Closed: Jolly Roger in the Deep Azure. | Rina Aiuchi and U-ka Saegusa in dB        | 6      | 10       | [ 105 ] |
| 2007                                              | lit. "I still believe (Sigh)" (I still believe 〜ため息〜, I still believe ~Tameiki~) - Sortie : 30 mai 2007 - Label: Northern Music VNCM-4001 - Utilisé comme générique de fin des épisodes 471–486. | Yumi Shizukusa (滴草由実, Shizukusa Yumi) | 50     | 4        | [ 107 ] |
| 2007                                              | lit. "Tearful Yesterday" (涙のイエスタデー, Namida no Iesutadee) - Sortie : 4 juillet 2007 - Label: Giza Studio GZCA-4096 - Utilisée comme thème d'ouverture pour les épisodes 475–486. | Garnet Crow                               | 10     | 9        | [ 109 ] |
| 2007                                              | lit. "They Say the World Revolves" (世界はまわると言うけれど, Sekai wa Mawaru to iu Keredo) - Sortie : 14 novembre 2007 - Label: Giza Studio GZCA-4100 - Utilisé comme générique de fin des épisodes 487–490. | Garnet Crow                               | 12     | 6        | [ 111 ] |
| 2007                                              | Glorious Mind (グロリアス マインド, Gurorisu Maindo) - Sortie : 12 décembre 2007 - Label: B-Gram Records JBCJ-4003 - Utilisée comme thème d'ouverture pour les épisodes 487–490. | Zard                                      | 2      | 10       | [ 112 ] |
| 2008                                              | lit. "Like the Flowing of a Thawing River" (雪どけのあの川の流れのように, Yukidoke no Ano Kawa no Nagare no yō ni) - Sortie : 27 février 2008 - Label: Giza Studio GZCA-7105 - Utilisé comme générique de fin des épisodes 491–504. | U-ka Saegusa in dB                        | 19     | 4        | [ 114 ] |
| 2008                                              | lit. "Spread My Wings / Love is Within the Darkness" (翼を広げて ／ 愛は暗闇の中で, Tsubasa o Hirogete / Ai wa kurayami no naka de) - Sortie : 9 avril 2008 - Label: B-Gram Records JBCJ-6011 - La musique Ai wa kurayami no naka de a été utilisée comme thème d'ouverture pour les épisodes 491–504. - The song Tsubasa o Hirogete was used for the theme music for the twelfth film Case Closed: Full Score of Fear.                                                                           | Zard                                      | 3      | 12       | [ 115 ] |
| 2008                                              | lit. "Every Second I Love for You" (一秒ごとに Love for you, Ichibyōgoto ni Love for You) - Sortie : 9 juillet 2008 - Label: Northern Music VNCM-6008 - Utilisée comme thème d'ouverture pour les épisodes 505–514. | Mai Kuraki                                | 7      | 7        | [ 117 ] |
| 2008                                              | Summer Memories - Sortie : 6 août 2008 - Label: Northern Music VNCM-6008 - Utilisé comme générique de fin des épisodes 505–514. | Aya Kamiki                                | 35     | 3        | [ 118 ] |
| 2008                                              | Go Your Own Way - Sortie : 29 octobre 2008 - Label: Northern Music VNCM-4002 - Utilisé comme générique de fin des épisodes 515–520. | Yumi Shizukusa (滴草由実, Shizukusa Yumi) | 77     | 2        | [ 120 ] |
| 2008                                              | Mysterious - Sortie : 19 novembre 2008 - Label: Giza Studio GZCA-7129 - Utilisée comme thème d'ouverture pour les épisodes 515–520. | Naifu                                     | 36     | 7        | [ 121 ] |
| 2009                                              | lit. "Radiance of my Love" (恋心輝きながら, Koigokoro Kagayaki Nagara) - Sortie : 4 février 2009 - Label: Giza Studio GZCA-7135 - Utilisé comme générique de fin des épisodes 521–529. | Naifu                                     | 70     | 2        | [ 123 ] |
| 2009                                              | Puzzle/Revive - Sortie : 1er avril 2009 - Label: Northern Music VNCM-6012 - The song Revive was used as the opening for episodes 521–529. - The song Puzzle was used for the thirteenth film Case Closed: The Raven Chaser. | Mai Kuraki                                | 3      | 11       | [ 124 ] |
| 2009                                              | Everlasting Luv / Bambino (Bambino) (～バンビーノ～, (Banbīno)) - Sortie :8 avril 2009 - Label: Zain Records ZACL-4013 - Utilisée comme thème d'ouverture pour les épisodes 530–546. | Breakerz                                  | 2      | 8        | [ 126 ] |
| 2009                                              | Doing all right - Sortie : 20 mai 2009 - Label: Giza Studio GZCA-7141 - Utilisé comme générique de fin des épisodes 530–539. | Garnet Crow                               | 10     | 5        | [ 127 ] |
| 2009                                              | lit. "Light" (光, Hikari) - Sortie : 15 juillet 2009 - Label: Zain Records ZACL-4014 - Utilisé comme générique de fin des épisodes 540–561. | Breakerz                                  | 6      | 6        | [ 129 ] |
| 2009                                              | Magic - Sortie : 21 octobre 2009 - Label: Giza Studio GZCA-7153 - Utilisée comme thème d'ouverture pour les épisodes 547–564. | Rina Aiuchi                               | 17     | 4        | [ 131 ] |
| 2010                                              | Hello Mr. my yesterday - Sortie : 27 janvier 2010 - Label: Pure Infinity JBCP-6002 - Utilisé comme générique de fin des épisodes 562–587. | Hundred Percent Free                      | 59     | 3        | [ 133 ] |
| 2010                                              | Over Drive - Sortie : 14 avril 2010 - Label: Giza Studio GZCA-7156 - Used for the fourteenth film Case Closed: The Lost Ship in the Sky. | Garnet Crow                               | 4      | 7        | [ 134 ] |
| 2010                                              | Summer Time Gone - Sortie : 31 août 2010 - Label: Northern Music VNCM-6018 - Utilisée comme thème d'ouverture pour les épisodes 583–601. | Mai Kuraki                                | 4      | 8        | [ 136 ] |
| 2011                                              | lit. "Full Moon Night's Crisis (I Want to See You)" (十五夜クライシス～君に逢いたい～, Jûgoya Kuraishisu (Kimi ni Aitai)) - Sortie : 27 janvier 2011 - Label: Pure Infinity JBCP-6007 - Utilisé comme générique de fin des épisodes 602–609. | Hundred Percent Free                      | 60     | 3        | [ 138 ] |
| 2011                                              | tear drops - Sortie : 23 février 2011 - Label: Giza Studio GZCA-7160 - Utilisée comme thème d'ouverture pour les épisodes 602–612. | Caos Caos Caos                            | 60     | 3        | [ 139 ] |
| 2011                                              | lit. "Mischievous Magic on the Moonlit Night" (月夜の悪戯の魔法, Tsukiyo no Itazaru no Mahou) / Climber × Climber - Sortie : 27 avril 2011 - Label: Zain Records ZACL-4030 - Utilisé comme générique de fin des épisodes 610–629. | Breakerz                                  | 5      | 7        | [ 141 ] |
| 2011                                              | Don't Wanna Lie - Sortie : 1er juin 2011 - Label: Vermillion Records BMCV-5019 - Utilisée comme thème d'ouverture pour les épisodes 613–626 et pour le 15e film Détective Conan : Les Quinze Minutes de silence,. | B'z                                       | 1      | 10       | [ 144 ] |
| 2011                                              | Misty Mystery - Sortie : 31 août 2011 - Label: Giza Studio GZCA-4135 - Utilisée comme thème d'ouverture pour les épisodes 627–641. | Garnet Crow                               | 9      | 5        | [ 146 ] |
| 2011                                              | Your Best Friend - Sortie : 19 octobre 2011 - Label: Northern Music VNCM-6024 VNCM-6023 (Limited Edition) - Used as the ending theme beginning episode 629. | Mai Kuraki                                | 6      | 10       | [ 149 ] |
| 2012                                              | Miss Mystery - Sortie : 25 janvier 2012 - Label: Zain Records ZACL-4036, ZACL-4034 (Limited Edition A), ZACL-4035 (Limited Edition B) - Used as the opening theme from episodes 642–666. | Breakerz                                  | 5      | 6        | [ 150 ] |
| 2012                                              | lit. "Spring's Song" (ハルウタ, Haru Uta) - Sortie : 25 avril 2012 - Label: Epic Records ESCL-3875 - Used as the theme song for the sixteenth film Case Closed: The Eleventh Striker. | Ikimono Gakari                            | 4      | 12       | [ 151 ] |
| 2012                                              | lit. "Overwrite/Survivor in the brain" (オーバーライト / 脳内Survivor, (Ōbāraito/Nōnai Survivor)) - Sortie : 13 juin 2012 - Label: Zain Records ZACL-4039, ZACL-4037 (Limited Edition A), ZACL-4038 (Limited Edition B) - Overwrite is used as the ending theme beginning episode 654–666. | Breakerz                                  | 5      | 4        | [ 152 ] |
| 2012                                              | lit. "In Love With Love/Special Morning Day to You" (恋に恋して／Special Morning Day to You, Koi ni Koishite/Special Morning Day to You) - Sortie : 15 août 2012 - Label: Northern Music VNCM-6028, VNCM-6027 (Limited Edition), VNCF-6028 (Musing/Fan Edition) - Koi ni Koishite is used as the ending theme from episodes 667–686. | Mai Kuraki                                | 7      | 8        | [ 154 ] |
| 2012                                              | lit. "So in Love in Tears" (君の涙にこんなに恋してる, Kimi no Namida ni Konna ni Koishiteru) - Sortie : 29 août 2012 - Label: D-GO GZCD-7001 (Detective Conan Edition), GZCD-7002 (Regular Edition) - Used as the opening theme from episodes 667–680. | lit."Summer Color" (なついろ, Natsuiro)   | 55     | 3        | ,       |
| 2013                                              | Try Again - Sortie : 6 février 2013 - Label: Northern Music VNCM-6029 (Limited Edition), VNCM-6030 (Detective Conan Edition), VNCM-6031 (Regular Edition) - Used as the opening theme beginning episode 681. | Mai Kuraki                                | 7      | 8        | ,       |
| 2013                                              | lit. "Melody of Eyes" (瞳のメロディ, Hitomi no Melody) - Sortie : 27 mars 2013 - Label: Being Inc. JBCB-6008 (Limited Edition), JBCB-6009 (HMV Edition), JBCB-6010 (Regular Edition), JBCB-6011 (Detective Conan Edition) - Used as the ending theme beginning episode 687. | Boyfriend                                 | 4      | 4        | ,       |
| 2013                                              | One More Time (ワンモアタイム, Wan Moa Taimu) - Sortie : 17 avril 2013 - Label: Victor Entertainment VICL-36820 - Used as the theme song for the seventeenth film Case Closed: Private Eye in the Distant Sea. | Kazuyoshi Saito                           | 9      | 6        | [ 163 ] |
| "—" Désigne les versions qui n'ont pas de Charts. | |                                           |        |          |         |

## Musiques de film
| Année                                             | Titre | Charts | Charts   | Ref.    |
| Année                                             | Titre | Pic    | Semaines | Ref.    |
| ------------------------------------------------- | --- | ------ | -------- | ------- |
| 1996                                              | Detective Conan Original Soundtrack (名探偵コナン オリジナル・サウンドトラック, Meitantei Conan Orijinaru Saundotorakku) - Sortie : 21 février 1996 - Label: Polydor Records POCX-1017                                                                                | 50     | 2        | [ 164 ] |
| 1996                                              | Detective Conan Original Soundtrack 2 (名探偵コナン オリジナル・サウンドトラック 2, Meitantei Conan Orijinaru Saundotorakku 2) - Sortie : 5 mai 1996 - Label: Polydor Records POCX-1027/8                                                                             | 69     | 1        | [ 165 ] |
| 1996                                              | Detective Conan Original Soundtrack 3 (名探偵コナン オリジナル・サウンドトラック 3, Meitantei Conan Orijinaru Saundotorakku 3) - Sortie : 5 mai 1996 - Label: Polydor Records POCX-1055                                                                               | —      | —        | [ 166 ] |
| 1997                                              | Detective Conan: The Time Bombed Skyscraper Original Soundtrack (名探偵コナン 時計じかけの摩天楼 オリジナル・サウンドトラック, Meitantei Conan Tokei-jikake no Matenrō Orijinaru Saundotorakku) - Sortie : 23 avril 1997 - Label: Polydor Records POCX-1072           | —      | —        | [ 167 ] |
| 1998                                              | Detective Conan: The Fourteenth Target Original Soundtrack (名探偵コナン 14番目の標的 オリジナル・サウンドトラック, Meitantei Conan Jūyon banme no Tagetto Orijinaru Saundotorakku) - Sortie : 15 avril 1998 - Label: Polydor Records POCX-1096                       | —      | —        | [ 168 ] |
| 1999                                              | Detective Conan: The Last Wizard of the Century Original Soundtrack (名探偵コナン 世紀末の魔術師 オリジナル・サウンドトラック, Meitantei Conan Seikimatsu no Majutsushi Orijinaru Saundotorakku) - Sortie : 14 avril 1999 - Label: Polydor Records POCX-1117          | —      | —        | [ 169 ] |
| 2000                                              | Detective Conan: Captured in Her Eyes Original Soundtrack (名探偵コナン 瞳の中の暗殺者 オリジナル・サウンドトラック, Meitantei Conan Hitomi no Naka no Ansatsusha Orijinaru Saundotorakku) - Sortie : 12 avril 2000 - Label: Polydor Records POCX-2006                | —      | —        | [ 170 ] |
| 2001                                              | Detective Conan: Countdown to Heaven Original Soundtrack (名探偵コナン 天国へのカウントダウン オリジナル・サウンドトラック, Meitantei Conan Tengoku e no Kauntodaun Orijinaru Saundotorakku) - Sortie : 11 avril 2001 - Label: Polydor Records UPCH-1057              | —      | —        | [ 171 ] |
| 2001                                              | Detective Conan Original Soundtrack 4: Let's go Detective Boys! (名探偵コナン オリジナル・サウンドトラック 4 ～急げ！少年探偵団～, Meitantei Conan Orijinaru Saundotorakku 4 ～Isoge! Shōnen Tanteidan～) - Sortie : 25 avril 2001 - Label: Polydor Records UPCH-1061 | —      | —        | [ 172 ] |
| 2002                                              | Detective Conan: The Phantom of Baker Street Original Soundtrack (名探偵コナン ベイカー街の亡霊 オリジナル・サウンドトラック, Meitantei Conan Beikā Sutorīto no Bōrei Orijinaru Saundotorakku) - Sortie : 17 avril 2002 - Label: Polydor Records UPCH-1150            | —      | —        | [ 173 ] |
| 2003                                              | Detective Conan: Crossroad in the Ancient Capital Original Soundtrack (名探偵コナン 迷宮の十字路 オリジナル・サウンドトラック, Meitantei Conan Meikyū no Kurosurōdo Orijinaru Saundotorakku) - Sortie : 16 avril 2003 - Label: Universal Music Group UPCH-1239        | 215    | 1        | [ 174 ] |
| 2004                                              | Detective Conan: Magician of the Silver Sky Original Soundtrack (名探偵コナン 銀翼の奇術師 オリジナル・サウンドトラック, Meitantei Conan Gin-yoku no Majishan Orijinaru Saundotorakku) - Sortie : 14 avril 2004 - Label: Universal Music Group UPCH-1336              | 197    | 2        | [ 175 ] |
| 2005                                              | Detective Conan: Strategy Above the Depths Original Soundtrack (名探偵コナン 水平線上の陰謀 オリジナル・サウンドトラック, Meitantei Conan Suiheisenjō no Sutoratejī Orijinaru Saundotorakku) - Sortie : 6 avril 2005 - Label: Universal Music Group UPCH-1397         | 292    | 1        | [ 176 ] |
| 2006                                              | Detective Conan: The Private Eyes' Requiem Original Soundtrack (名探偵コナン 探偵たちの鎮魂歌 オリジナル・サウンドトラック, Meitantei Conan Tantei-tachi no Requiem Orijinaru Saundotorakku) - Sortie : 12 avril 2006 - Label: Universal Music Group UPCH-1485        | 292    | 1        | [ 177 ] |
| 2007                                              | Detective Conan: Jolly Roger in the Deep Azure Original Soundtrack (名探偵コナン 紺碧の棺 オリジナル・サウンドトラック, Meitantei Conan Konpeki no Jorī Rojā Orijinaru Saundotorakku) - Sortie : 18 avril 2007 - Label: B-Gram Records JBCJ-9022                      | —      | —        | [ 178 ] |
| 2008                                              | Detective Conan: Full Score of Fear Original Soundtrack (名探偵コナン 戦慄の楽譜 オリジナル・サウンドトラック, Meitantei Conan Senritsu no Furu Sukoa Orijinaru Saundotorakku) - Sortie : 16 avril 2008 - Label: B-Gram Records JBCJ-9029                             | 208    | 1        | [ 179 ] |
| 2009                                              | Detective Conan: The Raven Chaser Original Soundtrack (名探偵コナン 漆黒の追跡者 オリジナル・サウンドトラック, Meitantei Conan Shikkoku no Chaser Orijinaru Saundotorakku) - Sortie : 15 avril 2009 - Label: B-Gram Records JBCJ-9033                                 | 212    | 1        | [ 180 ] |
| 2010                                              | Detective Conan: The Lost Ship in the Sky Original Soundtrack (名探偵コナン 天空の難破船 オリジナル・サウンドトラック, Meitantei Conan Tenkuu no Rosuto Shippu Orijinaru Saundotorakku) - Sortie : 14 avril 2010 - Label: B-Gram Records JBCJ-9034                    | 237    | 1        | [ 181 ] |
| 2011                                              | Detective Conan: Quarter of Silence Original Soundtrack (名探偵コナン 沈黙の15分 オリジナル・サウンドトラック, Meitantei Conan Chinmoku no Kwōtā Orijinaru Saundotorakku) - Sortie : 13 avril 2011 - Label: B-Gram Records JBCJ-9039                                  | —      | —        | [ 182 ] |
| 2012                                              | Detective Conan: The Eleventh Striker Original Soundtrack (名探偵コナン 11人目のストライカー・サウンドトラック, Meitantei Conan Jūichi-ninme no Sutoraikā Orijinaru Saundotorakku) - Sortie : 11 avril 2012 - Label: B-Gram Records JBCJ-9047                         | 267    | 1        | [ 183 ] |
| 2013                                              | Detective Conan: Private Eye in the Distant Sea Original Soundtrack (名探偵コナン 「絶海の探偵」 オリジナル・サウンドトラック, Meitantei Conan: Zekkai no Private Eye Orijinaru Saundotorakku) - Sortie : 17 avril 2013 - Label: Being Inc. JBCJ-9049                 | 227    | 1        | [ 184 ] |
| 2013                                              | Lupin the 3rd vs. Detective Conan: The Movie Original Soundtrack (ルパン三世VS名探偵コナン The Movie オリジナル・サウンドトラック, Rupan Sansei Vāsasu Meitantei Konan The Movie Orijinaru Saundotorakku) - Sortie : 4 décembre 2013 - Label: VAP VPCG-84961          |        |          | [ 185 ] |
| "—" Désigne les versions qui n'ont pas de Charts. | |        |          |         |

## Image albums
| Année                                             | Titre | Charts | Charts   | Ref.    |
| Année                                             | Titre | Pic    | Semaines | Ref.    |
| ------------------------------------------------- | --- | ------ | -------- | ------- |
| 1997                                              | lit. "I am Here" TV anime Detective Conan Image Song Album (ぼくがいる〜TVアニメ｢名探偵コナン｣イメージソングアルバム, "Boku ga Iru" TV anime Meitantei Conan Imeeji Songu Arubamu) - Sortie : 22 octobre 1997 - Label: Polydor Records POCX-1081                            | —      | —        | [ 186 ] |
| 2006                                              | lit. Detective Conan All Character Best Songs in School (名探偵コナン・キャラクター・ソング集 帝丹小学校に全員集合!!, Meitantei Conan・ Kyarakutaa・ Songu Shuu Mikado ni Shoogakko ni zenin shuugoo!!) - Sortie : 25 janvier 2006 - Label: Universal Music Group UPCH-1454 | 196    | 1        | [ 187 ] |
| "—" Désigne les versions qui n'ont pas de Charts. | |        |          |         |